# باند کی‌یو
باند کی‌یو (انگلیسی: Ku band) بخشی از طیف الکترومغناطیسی در مایکروویو طیف وسیعی از فرکانس از ۱۲ تا ۱۸ گیگاهرتز است. نماد انگلیسی فوق، برای "K-under" اختصار شده است، زیرا این قسمت پایین گروه اصلی ناتو K است که به دلیل وجود اوج تشدید بخار آب جوی در اوج ۲۲٫۲۴ گیگاهرتز به سه باند (K u، K و ka) تقسیم شده است.
باند K u در درجه اول برای ارتباطات ماهواره ای مورد استفاده قرار می‌گیرد، مهم‌ترین آنها از پیوند مورد استفاده ماهواره‌های پخش مستقیم برای پخش تلویزیون ماهواره ای و برای برنامه‌های خاص مانند ماهواره رله داده ردیابی ناسا است که برای ارتباطات ایستگاه فضایی بین‌المللی (ISS) و ماهواره‌های SpaceX و Starlink استفاده می‌شود. ماهواره‌های باند Ku همچنین برای تعمیرات اساسی و مخصوصاً برای ماهواره از مکانهای از راه دور (SNG) به استودیوی شبکه تلویزیونی برای ویرایش و پخش استفاده می‌شود. این باند توسط اتحادیه بین‌المللی ارتباطات از راه دور (ITU) به بخش‌های مختلفی تقسیم می‌شود که بر اساس منطقه جغرافیایی متفاوت است. NBC اولین شبکه تلویزیونی بود که اکثر راه‌های پخش خود را از طریق باند K u در سال ۱۹۸۳ ایجاد کرد.
برخی فرکانس‌ها در این باند رادیویی در اسلحه‌های راداری استفاده می‌شوند که توسط نیروی انتظامی برای تشخیص سرعت وسایل نقلیه به خصوص در اروپا به کار می‌رود.

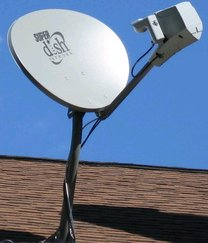
یکی از کاربردهای این باند، تلویزیون ماهواره ای با پخش مستقیم است. یک دیش ماهواره در یک محل اقامت، که کانال‌های تلویزیونی ماهواره ای را از طریق پرتوی مایکروویو باند K _{u} از یک ماهواره ارتباطاتی پخش در مدار زمینی ۳۵٬۷۰۰ کیلومتری (۲۲٬۰۰۰ مایل) بالاتر از زمین دریافت می‌کند.

## مزایا
در مقایسه با باند C، باند K u به‌طور مشابه برای جلوگیری از تداخل در سیستم‌های مایکروویو زمینی استفاده نمی‌شود و می‌توان قدرت پیوندها و ارسال آن را افزایش داد. این قدرت بالاتر نیز به ظروف پذیرایی کوچکتر تبدیل می‌شود و به کلی بودن انتقال ماهواره و اندازه یک دیش اشاره می‌کند. با افزایش قدرت، اندازه ظرف آنتن کاهش می‌یابد. زیرا هدف از نصب دیش، جمع‌آوری امواج ارسالی بر روی یک منطقه و تمرکز همه آنها بر روی عنصر گیرنده واقعی آنتن است که در جلوی ظرف نصب شده است (و به سمت پشت نصب می‌شود). اگر امواج شدیدتر باشند، برای دستیابی به همان شدت، درجه کمتری از اندازه دیش، استفاده می‌شود.
ویژگی اصلی باند نسبت به باندهای مایکروویو با فرکانس پایین‌تر این است که طول موج کوتاه‌تر این امکان را به وجود می‌آورد که وضوح زاویه ای کافی برای جدا کردن سیگنال‌های ماهواره‌های ارتباطی مختلف با آنتن‌های کوچکتر زمینی کوچک حاصل شود. از وضوح فضایی، قطر یک بشقاب سهموی مورد نیاز برای ایجاد یک الگوی تابش با یک زاویه ای داده پهنای پرتو (افزایش) با طول موج متناسب و در نتیجه به‌طور معکوس با فرکانس متناسب است. در ۱۲ گیگاهرتز، یک بشقاب ۱۰۰ سانتیمتری می‌تواند روی یک ماهواره متمرکز شود در حالی که به اندازه کافی سیگنال را از ماهواره دیگر تنها ۲ درجه از آن رد می‌کند. این مهم است زیرا ماهواره‌ها در سرویس FSS (سرویس ماهواره ای ثابت) به‌طور میانگین فقط ۲ درجه از هم فاصله دارند.
باند K u همچنین قابلیت انعطاف‌پذیری بیشتری را به کاربر ارائه می‌دهد. اندازه دیش کوچکتر و بدون محدودیت بودن سیستم باند K u از انجام عملیات زمینی، پیدا کردن یک محل مناسب برای نصب را ساده می‌کند. برای مصرف کننندگان، باند K U طور کلی ارزانتر است و قادر می‌سازد دیش کوچکتر (هر دو به دلیل فرکانس بالاتر و یک پرتو متمرکز بیشتر) باشد. باند K u نیز کمتر به بارش باران حساسیت دارد.